# Челкаково
Челкаково (баш. Салҡаҡ) — село  в Бураевском районе Республики Башкортостан Российской Федерации. Административный центр Челкаковского сельсовета.

## Географическое положение
Расстояние до:
- районного центра (Бураево): 38 км,
- ближайшей ж/д станции (Янаул): 106 км.

## Название
Топоним Челкак происходит от древнебашкирского слова баш. салҡаҡ «голая, жесткая, каменистая» (местность).

## История
Основано башкирами Эске-Еланской волости Казанской дороги на собственных землях, известно с 1732. Между 1783 и 1794 по договору о припуске здесь поселились ясачные татары, перешедшие впоследствии в сословие тептярей.

## Население
| 2002 | 2009 | 2010 |
| ---- | ---- | ---- |
| 922  | ↘864 | ↘754 |

## Инфраструктура
Личное подсобное хозяйство с зоной сельскохозяйственного использования, индивидуальная застройка усадебного типа.
Основа экономики — сельское хозяйство.

## Транспорт
Село доступно автотранспортом. Остановка общественного транспорта «Челкаково».

## Религия
В селе есть мечеть.

## Известные уроженцы, жители
В сельской средней школе с 1951 по 1963 год работал Ахияров, Камиль Шаехмурзинович (род. 19 февраля 1930) — советский и российский учёный.